# Pongpat Wachirabunjong
 (mai 2019).
Pongpat Wachirabunjong (Thai: พงษ์พัฒน์ วชิรบรรจง; RTGS: Phongphat Wachirabanchong), surnommé Off (ชื่อเล่น : อ๊อฟ), né le 2 septembre 1961 à Kamphaeng Phet, est un acteur, chanteur et réalisateur de films thaïlandais.

## Biographie

### Vie privée
Pongpat Wachirabunjong est marié avec Dang Tanya Sophon (แดง ธัญญา วชิรบรรจง).

### Vie politique
Dans les années 2010, Pongpat soutient le Comité pour la réforme démocratique populaire (en), un mouvement proche du Parti démocrate), mené par Suthep Thueaksuban (Suthep Thaugsuban) et Chitpas Kridakorn, un mouvement qui mène des actions de masse visant à démettre le gouvernement du Premier ministre Yingluck Shinawatra (du Parti pour les Thaïs : Pheu Thai) : il reçoit pour son engagement politique des menaces en province de la part de Chemises rouges.

### Vie professionnelle: acteur et réalisateur
Pongpat Wachirabunjong joue dans des films d'action thaïlandais un rôle d'acteur principal (Heaven's Seven, Seven Street Fighters, Tiger Blade...) ou un rôle d'acteur secondaire (Chocolate, Gangster...).
Il a un rôle secondaire dans le film historique La légende de Suriyothai réalisé par Chatrichalerm Yukol (2001) et dans The Outrage (2011), une intrigue policière inspirée du film Rashômon d'Akira Kurosawa.
Il est réalisateur de plusieurs films dont Me... Myself (2007) et, en 2018, Nakee 2.
Pongpat est aussi réalisateur et acteur dans de nombreuses séries télévisées : par exemple la série Beyond the Clouds (Nua (ou Nuer) Mek 2 / เหนือเมฆ 2 มือปราบจอมขมังเวทย์) produite par Chatchai Plengpanich et réalisée par Nonzee Nimibutr qui a fait couler beaucoup d'encre dans la presse au début de l'année 2013 car elle a été censurée brusquement par le pouvoir du parti Pheu Thai juste deux heures avant la diffusion des trois derniers épisodes ; Thong Nuea Khao (ทองเนื้อเก้า) (2014) ; Dragon's Blood (เลือดมังกร / Lued Mangkorn) (avec Ananda Everingham et Jesadaporn Pholdee) (2015) ; et Krong Karma (กรงกรรม) (avec Mai Charoenpura) (2019),.

## Filmographie

### Acteur
- 1987 : ปีกมาร
- 1987 : ดีแตก (Dee Tak)
- 1988 : แรงเทียน
- 1989 : รักคืนเรือน
- 1989 : หัวใจ 4 สี
- 1990 : ต้องปล้น (Bank-Robbers)
- 1990 : หนุก
- 1991 : มาห์ (mah)
- 1997 : Anda and Fasai (อันดากับฟ้าใส)
- 2001 : Suriyothai[11]
- 2002 : 7 ประจัญบาน (7 pra-jan-barn / Heaven's Seven)
- 2003 : One night husband (คืนไร้เงา)
- 2003 : Belly of the Beast
- 2004 : The Overture (โหมโรง)
- 2004 : ซาไกยูไนเต็ด
- 2005 : Tiger Blade
- 2005 : 7 ประจัญบาน 2 (7 pra-jan barn phaak 2 / Seven Street Fighters)
- 2007 : Opapatika : Les Immortels[12]
- 2007 : Kon Bai The Movie (ก่อนบ่ายเดอะมูฟวี ตอนรักนะ...พ่อต๊ะติ๊งโหน่ง)
- 2008 : Chocolate (ช็อคโกแลต)[13]
- 2010 : Eternity (ชั่วฟ้าดินสลาย)
- 2011 : The Outrage
- 2012 : Gangster - อันธพาล (Antapal)[14]
- 2012 : Jan Dara The Begining (จันดารา ปฐมบท)
- 2013 : 'Jan Dara The Final (จันดารา ปัจฉิมบท)
- 2014 : The Scare (แผลเก่า / Plae kao)

### Réalisateur
- 2007 : Me... Myself[15],[16]
- 2008 : Happy Birthday (แฮปปี้เบิร์ธเดย์)[17]
- 2010 : The Dog (ชิงหมาเถิด)
- 2018 : นาคี 2'[18] (Nakee 2)

## Discographie
- Pongpat (พงษ์พัฒ น์) (1988)

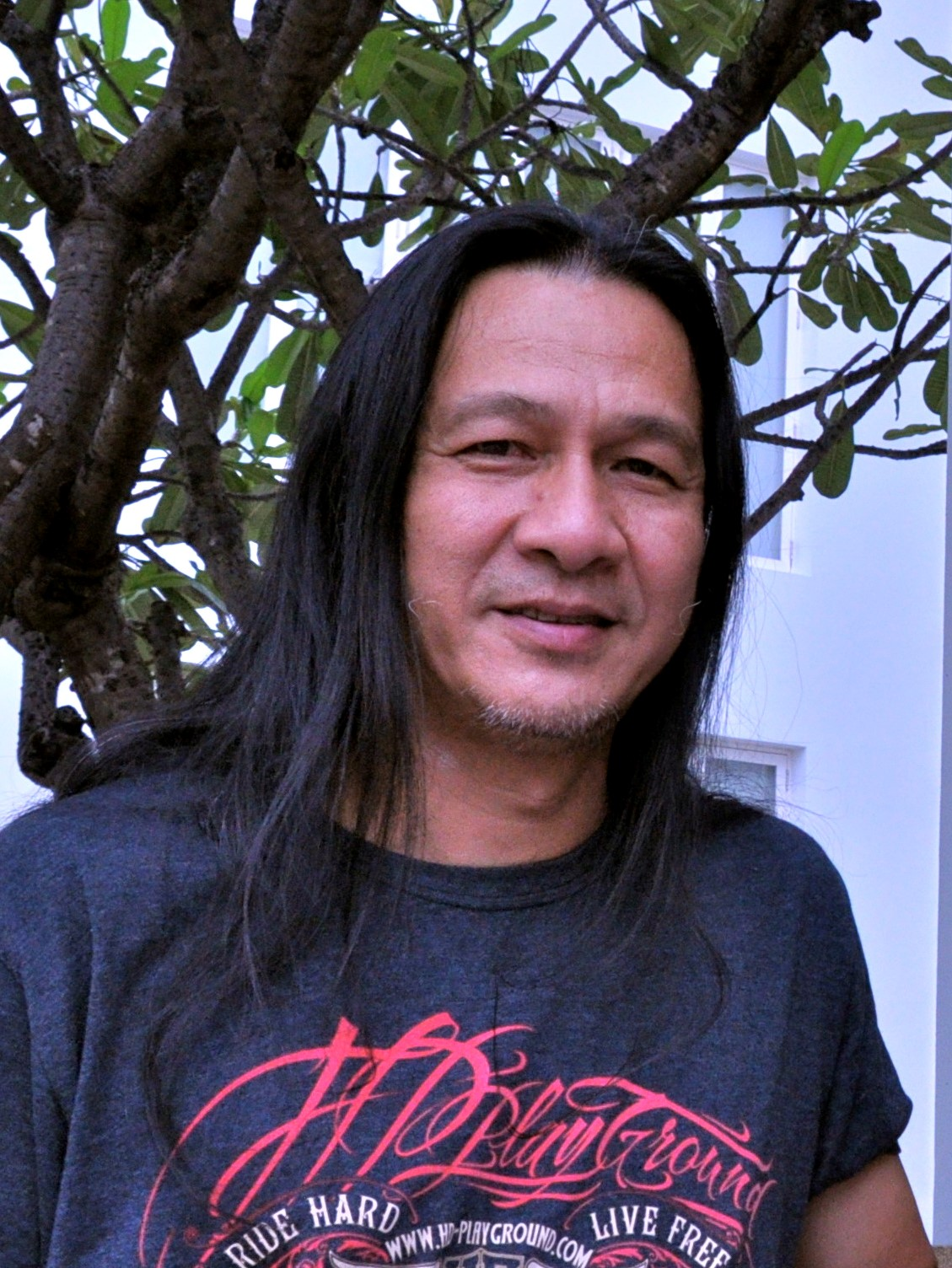
Pongpat Wachirabunjong le 16 août 2011

- Pongpat Phak 2 (พงษ์พัฒ น์ ภาค 2) (1989)
- Pongpat Phak Phitsadan (พงษ์พัฒ น์ ภาคพิสดาร) (1990)
- Pongpat Phak 3 ('พงษ์พัฒ น์ ภาค 3) (1991)
- Rock Ni Wa (ร็อคนี่ หว่า) (1992)
- Nakak Rock (หน้ากาก ร็อค) (1994)
- 101-7-Yan Rock (101-7-ย่านร็อค) (1995)